# Districte de Tours
El districte de Tours és un dels tres amb què es divideix el departament francès de l'Indre i Loira a la regió del Centre-Vall del Loira. Té 24 cantons i 123 municipis. El cap del districte és la prefectura de Tours.

## Cantons
cantó d'Amboise - cantó de Ballan-Miré - cantó de Bléré - cantó de Chambray-lès-Tours - cantó de Château-la-Vallière - cantó de Château-Renault - cantó de Joué-lès-Tours-Nord - cantó de Joué-lès-Tours-Sud - cantó de Luynes - cantó de Montbazon - cantó de Montlouis-sur-Loire - cantó de Neuillé-Pont-Pierre - cantó de Neuvy-le-Roi - cantó de Saint-Avertin - cantó de Saint-Cyr-sur-Loire - cantó de Saint-Pierre-des-Corps - cantó de Tours-Centre - cantó de Tours-Est - cantó de Tours-Nord-Est - cantó de Tours-Nord-Oest - cantó de Tours-Oest - cantó de Tours-Sud - cantó de Tours-Val-du-Cher - cantó de Vouvray